# جیوانجی جمشیدجی مودی
دکتر سر جیوانجی جمشیدجی مودی (انگلیسی: Jivanji Jamshedji Modi) ‏ (۱۸۵۴-۱۹۳۳) روحانی پارسی، محقق، فعال اجتماعی، و موبد زرتشتیان هند. وی از اعضای هیئت پارسیان هند بود.
مودی بیش از ۷۰ عنوان کتاب به رشته تحریر درآورد و بیش از ۱۲۰ عنوان مقاله تحقیقی درباره تاریخ دین زرتشت تهیه نمود. وی مسافرت‌هایی در باب امور زرتشیان انجام داد از جمله به ایران٬ که گزارشی را از این سفر را در سال ۱۹۲۵ به زبان گجراتی به چاپ رساند وی همچنین سازماندهی جامعه پارسیان در هند را برعهده داشت. در سال ۱۸۹۳ عنوان «شمس‌العلما» توسط دولت بریتانیا به وی اعطا نمود
جیوانجی جمشیدجی مودی نویسنده مراسم مذهبی و آداب و رسوم پارسی‌ها (۱۹۲۲)، و سفرهای من به خارج از بمبئی (نوشته شده به زبان گجراتی (۱۹۲۶) در ال ۱۹۳۳ درگذشت.